# Pyrausta tyralis
Pyrausta tyralis là một loài bướm đêm trong họ Crambidae.